# Großsteingräber bei Jeggeleben
Die Großsteingräber bei Jeggeleben waren mindestens vier, vielleicht auch 14 megalithische Grabanlagen der jungsteinzeitlichen Tiefstichkeramikkultur bei Jeggeleben, einem Ortsteil von Kalbe (Milde) im Altmarkkreis Salzwedel, Sachsen-Anhalt. Alle wurden im 19. Jahrhundert zerstört.

## Lage
Die Gräber 1 und 2 befanden sich im Wald in Richtung des Dorfes Sallenthin und waren etwa 80 m voneinander entfernt. Die restlichen zwölf Anlagen befanden sich südwestlich von Jeggeleben in Richtung Mösenthin. Sowohl in Sallenthin als auch in Mösenthin gab es noch jeweils ein weiteres Großsteingrab, aber auch diese beiden Anlagen existieren nicht mehr.

## Forschungsgeschichte
Erstmals dokumentiert wurden die Anlagen in den 1830er Jahren durch Johann Friedrich Danneil. Nur zu den Gräbern 1 und 2 veröffentlichte er eine Dokumentation, zu den restlichen Anlagen liegen lediglich handschriftliche Aufzeichnungen vor. Bei einer erneuten Aufnahme der Großsteingräber der Altmark mussten Eduard Krause und Otto Schoetensack in den 1890er Jahren feststellen, dass alle Gräber in der Zwischenzeit im Zuge der Separation vollständig abgetragen worden waren.

## Beschreibung

### Grab 1
Grab 1 besaß eine steinerne Umfassung mit einer Länge von 17,0 m und einer Breite von 6,6 m. Die Umfassungssteine hatten eine außergewöhnliche Größe; sie ragten zum Teil 2,2 m aus der Erde. Die Grabkammer besaß vier Decksteine, es dürfte sich daher um einen Großdolmen oder um ein Ganggrab gehandelt haben.

### Grab 2
Grab 2 besaß eine Umfassung mit einer Länge von 21,4 m und einer Breite von 9,4 m. Auch hier waren die Umfassungssteine besonders groß. Die Grabkammer wies bei Danneils Aufnahme bereits stärkere Schäden auf. Mehrere Wand- und Decksteine fehlten. Genauere Maßangaben oder eine Bestimmung des Grabtyps waren daher nicht mehr möglich.

### Die Gräber 3 und 4
Die Gräber 3 und 4 besaßen künstliche Hügelschüttungen, die mit großen Granit-Findlingen umfasst waren. Eines der Gräber besaß nach Danneil noch eine gut sichtbare Grabkammer. Diese Anlage war durch Bewohner der Gemeinde Jeggeleben ergraben worden, wobei allerdings keine besonderen Funde gemacht wurden.

### Die Gräber 5–14
Bei den restlichen Gräbern handelte es sich ebenfalls um künstliche Hügel, die aber nur von kleineren, tief in der Erde steckenden Steinen umgeben waren. Es ist unklar, ob es sich bei diesen Anlagen um Großsteingräber oder um Grabhügel handelte. Krause und Schoetensack tendierten zu letzterem.